# Мігель Трауко
Мігель Трауко (ісп. Miguel Trauco, нар. 3 липня 1992, Тарапото) — перуанський футболіст, півзахисник клубу «Сан-Хосе Ерсквейкс» та національної збірної Перу.
Виступав, за «Уніон Комерсіо», «Універсітаріо де Депортес», «Фламенго» та «Сент-Етьєн».

## Клубна кар'єра
У дорослому футболі дебютував 2011 року виступами за команду клубу «Уніон Комерсіо», в якій провів чотири сезони, взявши участь у 138 матчах чемпіонату. Більшість часу, проведеного у складі «Уніон Комерсіо», був основним гравцем команди.
До складу клубу «Універсітаріо де Депортес» приєднався на початку 2016 року. За команду з Ліми відіграв один сезон, за результатами якого був визнаний найкращим гравцем чемпіонату, після чого на початку 2017 року перейшов у бразильський «Фламенго». В першому ж сезоні виграв з командою чемпіонат штату Ріо-де-Жанейро та став фіналістом Південноамериканського кубка. Станом на 24 червня 2018 року відіграв за команду з Ріо-де-Жанейро 25 матчів у національному чемпіонаті.
Втім, з початку 2018 року він втратив місце в основному складі клубу та значно рідше виходив на поле. Загалом за два з половиною роки відіграв за команду з Ріо-де-Жанейро 34 матчі (1 гол) в національному чемпіонаті та ще 20 матчів (1 гол) в чемпіонаті штату.
6 серпня 2019 перейшов до французького «Сент-Етьєна».
У вересні 2022 року підписав контракт на півтора роки з клубом МЛС «Сан-Хосе Ерсквейкс».

## Виступи за збірну
2014 року дебютував в офіційних матчах у складі національної збірної Перу. Станом на лютий 2023 року провів у формі головної команди країни 68 матчів.
7 серпня 2014 року дебютував в офіційних іграх у складі національної збірної Перу в товариському матчі проти збірної Панами, замінивши у другому таймі Йосімара Йотуна.
У складі збірної був учасником розіграшу Кубка Америки 2016 року в США, на якому зіграв у чотирьох матчах. Згодом поїхав і на чемпіонат світу 2018 року у Росії.
У 2019 році був основним лівим захисником збірної Перу на Кубку Америки та разом зі збірною посів друге місце, програвши в фіналі збірній Бразилії. Сам же Трауко увійшов до символічної збірної турніру.

## Титули і досягнення

### Клубні
- Володар Кубка Перу (1): 2010
- Чемпіон штату Ріо-де-Жанейро (1): 2017
- Срібний призер Кубка Америки: 2019

### Індивідуальні
- Найкращий футболіст чемпіонату Перу: 2016
- У символічній збірній чемпіонату штату Ріо-де-Жанейро: 2017[7]
- У символічній збірній Кубку Америки: 2019[6]

| Дата       | Місто                | Господарі         | Результат               | Гості             | Турнір                          | Голи | Примітки |
| ---------- | -------------------- | ----------------- | ----------------------- | ----------------- | ------------------------------- | ---- | -------- |
| 5-8-2014   | Ліма                 | Перу              | 3 – 0                   | Панама            | товариський матч                | -    | 46'      |
| 4-9-2014   | Дубай                | Ірак              | 0 – 2                   | Перу              | товариський матч                | -    | 46'      |
| 25-5-2016  | Ліма                 | Перу              | 4 – 0                   | Тринідад і Тобаго | товариський матч                | -    | 83'      |
| 5-6-2016   | Вашингтон            | Гаїті             | 0 – 1                   | Перу              | КопаАмерика                     | -    |          |
| 9-6-2016   | Фінікс               | Еквадор           | 2 – 2                   | Перу              | Копа Америка 2016 - 1-й етап    | -    |          |
| 13-6-2016  | Фоксборо             | Перу              | 1 – 0                   | Бразилія          | Копа Америка 2016 - 1-й етап    | -    |          |
| 18-6-2016  | Іст-Ратерфорд        | Перу              | 0 – 0 (2-4 п.п.)        | Колумбія          | Копа Америка 2016 - чвертьфінал | -    |          |
| 1-9-2016   | Ла-Пас               | Болівія           | 0 – 3                   | Перу              | Відбір до ЧС 2018               | -    |          |
| 7-9-2016   | Ліма                 | Перу              | 2 – 1                   | Еквадор           | Відбір до ЧС 2018               | -    | 39'      |
| 7-10-2016  | Ліма                 | Перу              | 2 – 2                   | Аргентина         | Відбір до ЧС 2018               | -    |          |
| 12-10-2016 | Сантьяго             | Чилі              | 2 – 1                   | Перу              | Відбір до ЧС 2018               | -    |          |
| 11-11-2016 | Асунсьйон            | Парагвай          | 1 – 4                   | Перу              | Відбір до ЧС 2018               | -    | 43' 56'  |
| 24-3-2017  | Матурин              | Венесуела         | 2 – 2                   | Перу              | Відбір до ЧС 2018               | -    | 28'      |
| 29-3-2017  | Ліма                 | Перу              | 2 – 1                   | Уругвай           | Відбір до ЧС 2018               | -    |          |
| 9-6-2017   | Трухільйо            | Перу              | 1 – 0                   | Парагвай          | товариський матч                | -    | 25'      |
| 14-6-2017  | Ліма                 | Перу              | 3 – 1                   | Ямайка            | товариський матч                | -    | 62'      |
| 1-9-2017   | Ліма                 | Перу              | 2 – 1                   | Болівія           | Відбір до ЧС 2018               | -    |          |
| 5-9-2017   | Кіто                 | Еквадор           | 1 – 2                   | Перу              | Відбір до ЧС 2018               | -    |          |
| 6-10-2017  | Буенос-Айрес         | Аргентина         | 0 – 0                   | Перу              | Відбір до ЧС 2018               | -    |          |
| 11-10-2017 | Ліма                 | Перу              | 1 – 1                   | Колумбія          | Відбір до ЧС 2018               | -    |          |
| 11-11-2017 | Веллінгтон           | Нова Зеландія     | 0 – 0                   | Перу              | Відбір до ЧС 2018               | -    |          |
| 16-11-2017 | Ліма                 | Перу              | 2 – 0                   | Нова Зеландія     | Відбір до ЧС 2018               | -    |          |
| 24-3-2018  | Маямі                | Перу              | 2 – 0                   | Хорватія          | товариський матч                | -    |          |
| 28-3-2018  | Лейпциг              | Перу              | 3 – 1                   | Ісландія          | товариський матч                | -    |          |
| 30-5-2018  | Ліма                 | Перу              | 2 – 0                   | Шотландія         | товариський матч                | -    |          |
| 3-6-2018   | Санкт-Галлен         | Саудівська Аравія | 0 – 3                   | Перу              | товариський матч                | -    | 61'      |
| 9-6-2018   | Гетеборг             | Швеція            | 0 – 0                   | Перу              | товариський матч                | -    |          |
| 16-6-2018  | Саранськ             | Перу              | 0 – 1                   | Данія             | ЧС 2018 - 1-й етап              | -    |          |
| 21-6-2018  | Єкатеринбург         | Франція           | 1 – 0                   | Перу              | ЧС 2018 - 1-й етап              | -    |          |
| 26-6-2018  | Сочі                 | Австралія         | 0 – 2                   | Перу              | ЧС 2018 - 1-й етап              | -    |          |
| 6-9-2018   | Амстердам            | Нідерланди        | 2 – 1                   | Перу              | товариський матч                | -    | 59'      |
| 9-9-2018   | Зінсгайм             | Німеччина         | 2 – 1                   | Перу              | товариський матч                | -    |          |
| 13-10-2018 | Маямі                | Перу              | 3 – 0                   | Чилі              | товариський матч                | -    |          |
| 16-11-2018 | Ліма                 | Перу              | 0 – 2                   | Еквадор           | товариський матч                | -    |          |
| 20-11-2018 | Арекіпа              | Перу              | 2 – 3                   | Коста-Рика        | товариський матч                | -    | кап.     |
| 23-3-2019  | Гаррісон             | Перу              | 1 – 0                   | Парагвай          | товариський матч                | -    |          |
| 27-3-2019  | Вашингтон            | Перу              | 0 – 2                   | Сальвадор         | товариський матч                | -    | 61' (аг) |
| 6-6-2019   | Ліма                 | Перу              | 1 – 0                   | Коста-Рика        | товариський матч                | -    |          |
| 9-6-2019   | Ліма                 | Перу              | 0 – 3                   | Колумбія          | товариський матч                | -    |          |
| 15-6-2019  | Порту-Алегрі         | Венесуела         | 0 – 0                   | Перу              | Копа Америка 2019 - 1-й етап    | -    |          |
| 18-6-2019  | Ріо-де-Жанейро       | Болівія           | 1 – 3                   | Перу              | Копа Америка 2019 - 1-й етап    | -    |          |
| 22-6-2019  | Сан-Паулу            | Перу              | 0 – 5                   | Бразилія          | Копа Америка 2019 - 1-й етап    | -    |          |
| 29-6-2019  | Салвадор             | Уругвай           | 0 – 0 (4 – 5 п.п.)      | Перу              | Копа Америка 2019 - чвертьфінал | -    |          |
| 3-7-2019   | Порту-Алегрі         | Чилі              | 0 – 3                   | Перу              | Копа Америка 2019 - півфінал    | -    |          |
| 7-7-2019   | Ріо-де-Жанейро       | Бразилія          | 3 – 1                   | Перу              | Копа Америка 2019 - фінал       | -    |          |
| 6-9-2019   | Гаррісон             | Перу              | 0 – 1                   | Еквадор           | товариський матч                | -    | 88'      |
| 10-9-2019  | Лос-Анджелес         | Бразилія          | 0 – 1                   | Перу              | товариський матч                | -    |          |
| 12-10-2019 | Монтевідео           | Уругвай           | 1 – 0                   | Перу              | товариський матч                | -    |          |
| 15-10-2019 | Ліма                 | Перу              | 1 – 1                   | Уругвай           | товариський матч                | -    | 36'      |
| 15-11-2019 | Маямі-Гарденс        | Колумбія          | 1 – 0                   | Перу              | товариський матч                | -    |          |
| 8-10-2020  | Асунсьйон            | Парагвай          | 2 – 2                   | Перу              | Відбір до ЧС 2022               | -    |          |
| 13-10-2020 | Ліма                 | Перу              | 2 – 4                   | Бразилія          | Відбір до ЧС 2022               | -    |          |
| 13-11-2020 | Сантьяго             | Чилі              | 2 – 0                   | Перу              | Відбір до ЧС 2022               | -    | 76'      |
| 17-11-2020 | Ліма                 | Перу              | 0 – 2                   | Аргентина         | Відбір до ЧС 2022               | -    | 34'      |
| 3-6-2021   | Ліма                 | Перу              | 0 – 3                   | Колумбія          | Відбір до ЧС 2022               | -    | 34', 45' |
| 23-6-2021  | Гоянія               | Еквадор           | 2 – 2                   | Перу              | Копа Америка 2021 - 1-й етап    | -    |          |
| 27-6-2021  | Бразиліа             | Венесуела         | 0 – 1                   | Перу              | Копа Америка 2021 - 1-й етап    | -    |          |
| 2-7-2021   | Гоянія               | Перу              | 3 – 3 д.ч. (4 – 3 п.п.) | Парагвай          | Копа Америка 2021 - чвертьфінал | -    |          |
| 5-7-2021   | Ріо-де-Жанейро       | Бразилія          | 1 – 0                   | Перу              | Копа Америка 2021 - півфінал    | -    | 46'      |
| 7-10-2021  | Ліма                 | Перу              | 2 – 0                   | Чилі              | Відбір до ЧС 2022               | -    | 39'      |
| 14-10-2021 | Буенос-Айрес         | Аргентина         | 1 – 0                   | Перу              | Відбір до ЧС 2022               | -    |          |
| 11-11-2021 | Ліма                 | Перу              | 3 – 0                   | Болівія           | Відбір до ЧС 2022               | -    | 50'      |
| 16-11-2021 | Каракас              | Венесуела         | 1 – 2                   | Перу              | Відбір до ЧС 2022               | -    | 90+5'    |
| 1-2-2022   | Ліма                 | Перу              | 1 – 1                   | Еквадор           | Відбір до ЧС 2022               | -    |          |
| 24-3-2022  | Монтевідео           | Уругвай           | 1 – 0                   | Перу              | Відбір до ЧС 2022               | -    |          |
| 29-3-2022  | Ліма                 | Перу              | 2 – 0                   | Парагвай          | Відбір до ЧС 2022               | -    |          |
| 5-6-2022   | Курналя-да-Льобрегат | Перу              | 1 – 0                   | Нова Зеландія     | товариський матч                | -    | 67'      |
| 13-6-2022  | Ер-Раян              | Австралія         | 0 – 0 д.ч. (5 – 4 п.п.) | Перу              | Відбір до ЧС 2022               | -    |          |
| Усього     |                      | Матчів            | 68                      |                   | Голів                           | 0    |          |